# Cinclocerthia
Genre
Cinclocerthia est un genre de passereaux de la famille des Mimidae. On le trouve à l'état naturel dans les Antilles,.

## Liste des espèces
Selon la classification de référence du Congrès ornithologique international (version 8.1, 2018) :
- Cinclocerthia gutturalis (Lafresnaye, 1843) — Trembleur gris, Moqueur trembleur gris
  - Cinclocerthia gutturalis gutturalis (Lafresnaye, 1843)
  - Cinclocerthia gutturalis macrorhyncha Sclater, PL, 1866
- Cinclocerthia ruficauda (Gould, 1836) — Trembleur brun, Moqueur trembleur
  - Cinclocerthia ruficauda pavida Ridgway, 1904
  - Cinclocerthia ruficauda ruficauda (Gould, 1836)
  - Cinclocerthia ruficauda tenebrosa Ridgway, 1904
  - Cinclocerthia ruficauda tremula (Lafresnaye, 1843)